# Gangban
Gangban ist ein Arrondissement im Departement Ouémé im westafrikanischen Staat Benin. Es ist eine Verwaltungseinheit, die der Gerichtsbarkeit der Kommune Adjohoun untersteht.

## Demografie und Verwaltung
Gemäß der Volkszählung 2013 des beninischen Statistikamtes INSAE hatte das Arrondissement 15.602 Einwohner, davon waren 7647 männlich und 7955 weiblich.
Von den 64 Dörfern und Quartieren der Kommune Adjohoun entfallen neun auf Gangban:
1. Agonlin
2. Ahouandjannafon
3. Dannou
4. Dannou Ayidagbédji
5. Gangban
6. Gangban Toganhounsa
7. Gbègbessa
8. Gogbo
9. Lowé